# محمد جواد خليفة
محمد جواد خليفة (1961  -)، سياسي وطبيب لبناني.

## حياته العلمية والعملية
- درس الطب وتخصص في الجراحة العامة في مستشفى الجامعة الأميركية في بيروت، وأنهى دراسته فيها عام 1990 [1]، وانتقل بعدها إلى «جامعة واتفورد» في المملكة المتحدة لإكمال دراسته العليا وذلك بالفترة من عام 1990 و1991 [1]، وبعدها تابع اختصاصه في جراحة الشرايين والأورام في مدرسة الطب المتحدة «بمستشفى سان توماس» في جامعة لندن بالفترة الممتدة من عام 1991 إلى عام 1993 [1]، عمل بعدها كأستاذ محاضر في الجراحة في ذات الجامعة، كما التحق «بجامعة كينغز كولج» وذلك لغاية عام 1998.[1] التحق بعد عودته إلى لبنان بكلية الطب في مستشفى الجامعة الأميركية في بيروت، ويرأس حاليًا قسم الجراحة العامة وجراحة وزراعة الكبد.[1]
- في 27 مارس 2004 حاز على وسام الاستحقاق الوطني برتبة ضابط وذلك تقديرًا لإنجازاته الطبية والعلمية.[1]
- عين وزيرًا في عدة حكومات:[2]
  - وزيرًا للصحة العامة من 26 أكتوبر 2004 إلى 19 أبريل 2005 في حكومة الرئيس عمر كرامي في عهد الرئيس إميل لحود.
  - وزيرًا للشؤون الاجتماعية ووزيرًا للصحة العامة من 19 أبريل 2005 إلى 19 يوليو 2005 في حكومة الرئيس نجيب ميقاتي في عهد الرئيس إميل لحود.
  - وزيرًا للصحة العامة من 19 يوليو 2005 إلى 11 يوليو 2008 وذلك في حكومة الرئيس فؤاد السنيورة في عهد الرئيس إميل لحود، وكان قد استقال من منصبة في 11 نوفمبر 2006 مع الوزراء الشيعة الآخرين.
  - وزيرًا للصحة العامة من 11 يوليو 2008 إلى 9 نوفمبر 2009 وذلك في حكومة الرئيس فؤاد السنيورة في عهد الرئيس ميشال سليمان.
  - وزيرًا للصحة العامة من 9 نوفمبر 2009 إلى 13 يونيو 2011 في حكومة الرئيس سعد الدين الحريري في عهد الرئيس ميشال سليمان.

## حياته الأسرية
متزوج من سوزي أسعد يونس، وأنجبا:
- جواد.
- جونا.
- ليا.